# 東北ワイドニュース
『東北ワイドニュース』（とうほくワイドニュース）は、NHK仙台放送局をはじめとする東北地方のNHKラジオ第1放送で、2017年3月30日まで平日に放送していたニュース番組である。

『NHKきょうのニュース』のローカル枠。
『きこえタマゴ!』が2017年度から開始され、きょうのニュースが時間縮小されたため、東北発のニュースは19:30からの5分に縮小され、番組としては打ち切られた。

## 放送時間
- ナイターオフ（10～3月）月曜から金曜の19:45～20:00（19:55からは各県のニュースと気象情報）
- ナイターイン（4～9月）月曜から水曜の19:45～20:00（19:55からは各県のニュースと気象情報）
- 祝日の19:15～19:20（『NHKきょうのニュース』名義）

※平日水曜日の秋田放送局、祝日の福島放送局は県域に差し替えのため、放送しない。（NHKネットラジオ らじる★らじるでフォロー可能）

※編成の都合やきょうのニュースの延長で休止や短縮になる、県域ニュースがないなどのこともある。

## キャスター
- 仙台放送局の泊り正職員が担当。直前の『列島リレーニュース』、『ラジオ深夜便』前のニュース、『NHKマイあさラジオ』・『マイあさラジオ東北』も担当。

## 注
1. ↑  3月31日はプロ野球のため終了前倒し